# چنگ برمه‌ای (فیلم ۱۹۸۵)
چنگ برمه‌ای (به ژاپنی: ビルマの竪琴) یک فیلم جنگی و درام محصول سال ۱۹۸۵ سینمای ژاپن به کارگردانی و نویسندگی کن ایچیکاوا با بازی کی‌ایچی ناکای، کوجی ایشیزاکا و ننجی کوبایاشی است. همچنین این فیلم بازسازی فیلم سیاه‌وسفید چنگ برمه‌ای (۱۹۵۶) می‌باشد.

## داستان
یک سرباز ژاپنی پس از جدا شدن از جوخه خود، ردای یک راهب بودایی را بر تن می‌کند و به اجساد بسیاری از قربانیان جنگ که در سراسر حومه شهر پراکنده شده‌اند، رسیدگی می‌کند.

## گیشه
در سال ۱۹۸۵ با درآمد ۲٫۹۵ میلیارد ین در بازار داخلی، شماره یک فیلم ژاپنی در بازار داخلی بود. با تماشاگران ۳٫۸۷ میلیون نفر، در آن زمان دومین موفقیت بزرگ باکس آفیس ژاپن بود. این فیلم در مجموع ۵٫۹ میلیارد ین یا ۲۹٫۰۰۰٫۰۰۰ دلار (معادل ۷۳٫۰۰۰٫۰۰۰ دلار در سال ۲۰۲۱) در ژاپن فروخت.